# Matteo Ruggeri
Matteo Ruggeri (San Giovanni Bianco, Italia, 11 de julio de 2002) es un futbolista italiano que juega en la demarcación de lateral izquierdo para el Atlético de Madrid de la Primera División de España.

## Trayectoria
Tras empezar a formarse como futbolista en las categorías inferiores del Atalanta B. C., donde jugó durante nueve años ascendiendo de categorías, finalmente el 3 de noviembre de 2020 hizo su debut con el primer equipo, haciéndolo en la Liga de Campeones de la UEFA 2020-21 contra el Liverpool F. C. tras sustituir a Johan Mojica en el minuto 81. Jugó siete encuentros más durante la temporada y en julio de 2021 fue cedido a la U. S. Salernitana 1919.
El 9 de mayo de 2024 hizo el segundo gol para la victoria del Atalanta B. C. por 3-0 frente al Olympique de Marsella en la vuelta de semifinales de la Liga Europa de la UEFA, consiguiendo que el equipo pasara a la final de la competición. Esta la ganaron y fue incluido en el equipo ideal del torneo.
El 1 de julio de 2025 fue traspasado al Atlético de Madrid y firmó por cinco años.

## Estadísticas

### Clubes
Actualizado al último partido disputado el 25 de mayo de 2025.
| Club                            | Div.          | Temporada     | Liga  | Liga  | Liga   | Copas nacionales | Copas nacionales | Copas nacionales | Copas internacionales | Copas internacionales | Copas internacionales | Total | Total | Total  |
| Club                            | Div.          | Temporada     | Part. | Goles | Asist. | Part.            | Goles            | Asist.           | Part.                 | Goles                 | Asist.                | Part. | Goles | Asist. |
| ------------------------------- | ------------- | ------------- | ----- | ----- | ------ | ---------------- | ---------------- | ---------------- | --------------------- | --------------------- | --------------------- | ----- | ----- | ------ |
| Atalanta B. C. · Italia         | 1.ª           | 2020-21       | 6     | 0     | 0      | 0                | 0                | 0                | 2                     | 0                     | 0                     | 8     | 0     | 0      |
| U. S. Salernitana 1919 · Italia | 1.ª           | 2021-22       | 14    | 0     | 1      | 1                | 0                | 1                | —                     | —                     | —                     | 15    | 0     | 2      |
| U. S. Salernitana 1919 · Italia | Total club    | Total club    | 14    | 0     | 1      | 1                | 0                | 1                | 0                     | 0                     | 0                     | 15    | 0     | 2      |
| Atalanta B. C. · Italia         | 1.ª           | 2022-23       | 15    | 0     | 1      | 0                | 0                | 0                | —                     | —                     | —                     | 15    | 0     | 1      |
| Atalanta B. C. · Italia         | 1.ª           | 2023-24       | 34    | 0     | 4      | 4                | 0                | 0                | 10                    | 2                     | 1                     | 48    | 2     | 5      |
| Atalanta B. C. · Italia         | 1.ª           | 2024-25       | 30    | 0     | 2      | 1                | 0                | 0                | 7                     | 0                     | 0                     | 38    | 0     | 2      |
| Atalanta B. C. · Italia         | Total club    | Total club    | 85    | 0     | 7      | 5                | 0                | 0                | 19                    | 2                     | 1                     | 109   | 2     | 8      |
| Atlético de Madrid · España     | 1.ª           | 2025-26       | 0     | 0     | 0      | 0                | 0                | 0                | 0                     | 0                     | 0                     | 0     | 0     | 0      |
| Atlético de Madrid · España     | Total club    | Total club    | 0     | 0     | 0      | 0                | 0                | 0                | 0                     | 0                     | 0                     | 0     | 0     | 0      |
| Total carrera                   | Total carrera | Total carrera | 99    | 0     | 8      | 6                | 0                | 1                | 19                    | 2                     | 1                     | 124   | 2     | 10     |

## Palmarés

### Títulos internacionales
| Título                 | Equipo         | Sede   | Año  |
| ---------------------- | -------------- | ------ | ---- |
| Liga Europa de la UEFA | Atalanta B. C. | Dublín | 2024 |